# Rusty Smith (fútbol americano)
Russell Edgar "Rusty" Smith (nacido el 28 de enero de 1987) es un ex quarterback de fútbol americano. Fue reclutado por los Titans de Tennessee en la sexta ronda del Draft 2010 de la NFL. Jugó fútbol universitario en Florida Atlantic.

## Carrera universitaria
Como estudiante de segundo año en Florida Atlantic, Smith pasó por 32 anotaciones y nueve intercepciones. En sus cuatro años de carrera, participó en 45 juegos para los Búhos. Se graduó con una Licenciatura en Administración de Sistemas de Información.

### Estadísticas de la universidad
|           |                      | Pases | Pases | Pases | Pases | Pases  | Pases | Pases | Pases  | Apresurarse | Apresurarse | Apresurarse |
| Temporada | Equipo               | GP    | Cmp   | Att   | Pct   | Yds    | TD    | Int   | Rtg    | Att         | Yds         | TD          |
| --------- | -------------------- | ----- | ----- | ----- | ----- | ------ | ----- | ----- | ------ | ----------- | ----------- | ----------- |
| 2006      | Atlántico de Florida | 12    | 108   | 194   | 55.7  | 1,285  | 6     | 8     | 107.1  | 25          | -110        | 0           |
| 2007      | Atlántico de Florida | 13    | 281   | 479   | 58.7  | 3,688  | 32    | 9     | 141.6  | 39          | -116        | 2           |
| 2008      | Atlántico de Florida | 13    | 234   | 435   | 53.8  | 3,224  | 24    | 14    | 127.8  | 37          | -82         | 2           |
| 2009      | Atlántico de Florida | 7     | 145   | 253   | 57.3  | 1,915  | 14    | 5     | 135.20 | 14          | -27         | 1           |
| Totales   | Totales              | 45    | 768   | 1,361 | 56.0  | 10,112 | 76    | 36    | 127.9  | 115         | -335        | 5           |

## Carrera profesional

### Titanes de Tennessee
Smith fue seleccionado por los Titans de Tennessee en la sexta ronda (176.º en la general) del Draft 2010 de la NFL. Fue el primer jugador de la FAU en ser reclutado. Firmó un contrato de cuatro años el 17 de junio de 2010.
Smith hizo su debut en la NFL el 21 de noviembre de 2010 contra los Washington Redskins después de que el titular Vince Young abandonara el partido con una mano lesionada, completando 3 de 9 pases para 62 yardas y una intercepción. El entrenador de los Titanes, Jeff Fisher, declaró más tarde que Smith se convertiría en el mariscal de campo titular del equipo debido a la cirugía de pulgar de Young al final de la temporada y a la lesión en la pantorrilla de Kerry Collins. Su primera salida fue en una derrota por 20-0 ante los texanos de Houston. Smith completó 17 pases en 31 pases en 138 yardas y fue interceptado tres veces, todo por CB Glover Quin.
Smith no tuvo un solo snap durante la temporada regular 2011.
En 2012, sustituyó a Matt Hasselbeck y fue 3 de 5 en 34 yardas. El 31 de agosto de 2013, los Titanes le exoneraron/lesionaron. Al día siguiente lo volvieron a contratar y lo pusieron en el equipo de entrenamiento.

### Gigantes de Nueva York
El lunes 28 de abril de 2014, los New York Giants firmaron con Smith. Smith fue liberado el 12 de mayo de 2014.

### Estadísticas
| Año     | Equipo  | GP | GS | Pases | Pases | Pases | Pases | Pases | Pases | Pases | Pases | Apresurarse | Apresurarse | Apresurarse | Apresurarse |
| Año     | Equipo  | GP | GS | Cmp   | Att   | Pct   | Yds   | Y/A   | TD    | Int   | Rtg   | Att         | Yds         | Avg         | TD          |
| ------- | ------- | -- | -- | ----- | ----- | ----- | ----- | ----- | ----- | ----- | ----- | ----------- | ----------- | ----------- | ----------- |
| 2010    | TEN     | 2  | 1  | 20    | 40    | 50.0  | 200   | 5.0   | 0     | 4     | 25.0  | 0           | 0           | 0.0         | 0           |
| 2012    | TEN     | 1  | 0  | 3     | 5     | 60.0  | 34    | 6.8   | 0     | 0     | 80.4  | 0           | 0           | 0.0         | 0           |
| Carrera | Carrera | 3  | 1  | 23    | 45    | 51.1  | 234   | 5.2   | 0     | 4     | 29.3  | 0           | 0           | 0.0         | 0           |

Fuente:

## Carrera de Coaching
En marzo de 2015, Smith fue anunciado como el nuevo entrenador principal del equipo de fútbol de los Leones de Grace Christian Academy, tras haber trabajado dos años como entrenador de quarterbacks y coordinador ofensivo del programa.

## Vida personal
Está casado con su esposa, Nicole, entrenadora principal de voleibol y entrenadora de fuerza y acondicionamiento en Grace Christian Academy. Tienen tres hijos, Rustyn, Camdyn y Koltyn.